# ماهیچه دوقلو
عضله گاستروکنمیوس Gastrocnemius muscle عضله بسیار قوی است که در زیر پوست پشت ساق قرار دارد. این عضله در بالا دو سر دارد که به سطح پشتی کندیل‌های استخوان ران در بالای ران متصل می‌شوند که به همین دلیل عضله دوقلو نیز نامیده می‌شود. سپس عضله بعد از پایین آمدن از ساق تبدیل به تاندون می‌شود و بعد از یکی شدن با تاندونِ عضله‌ی سولئوس تاندون آشیل را درست میکند. تاندون آشیل به پشت استخوان پاشنه یا کالکانئوس میچسبد. این عضله موجب پلانتار فلکشن یا به پایین آمدن پا می‌شود و نقش بسیار مهمی در راه رفتن، دویدن و جهیدن دارد. انقبض این عضله همچنین میتواند موجب فلکشن یا خم شدن مفصل زانو شود. این عضله از عصب تیبیال عصب‌گیری میکند.گاهی عضله گاستروکنمیوس همراه با عضله سولئوس را یک عضله به نام تری سپس یا سه سر مینامند.و قوی بودن ان در ورزش هایی مانند فوتبال کارایی دارد